# ニューヘイブン植民地

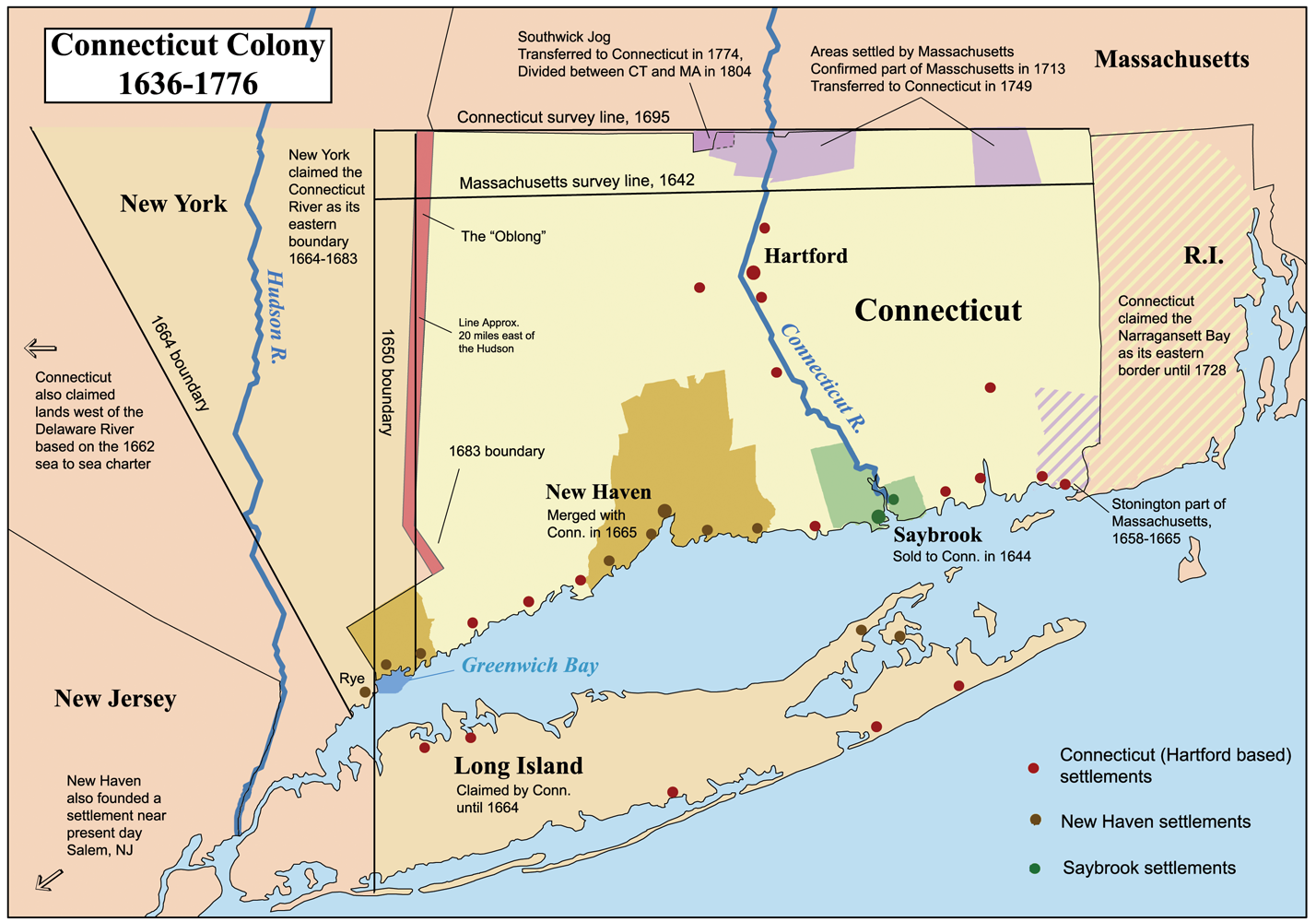
コネチカット、ニューヘイブンおよびセイブルック各植民地の地図

ニューヘイブン植民地（ニューヘイブンしょくみんち、英:New Haven Colony）は、現在のアメリカ合衆国コネチカット州の中に、1637年から1662年まで25年間あったイギリス人による植民地である。その後はコネチカット植民地に統合された。

## キニピアック植民地
1637年春、ジョン・ダベンポートというピューリタンの牧師がイギリスからオランダに追放されていた集団を率いてイギリスに戻り、そこから更にアメリカに渡った。この集団は6月26日、アン号でマサチューセッツ湾植民地のボストンに到着したが、マサチューセッツ湾植民地は宗教の規律が弛緩しているという印象を抱き、自分達の落ち着き先を求めて出て行くことに決めた。
その年の秋、テオフィロス・イートンが適当な入植地を探すために探検隊を率いて南のロングアイランド・サウンドの北海岸を探索した。イートンはキニピアック川の河口でインディアンから土地を購入した。1638年春、集団が出発し、4月14日、コネチカット海岸のニューヘイブンに到着した。そこはボストンとニューアムステルダムの中間にあって良い港があり、毛皮を求めるためにはコネチカット川もあり、交易には理想的な場所に思われた。しかし、この植民地は開拓地としてまた宗教的な実験地としては成功したが、交易の中心地となるにはまだ時間を要した。
1639年、住民は自治政府を作る為に基本条項を定めた。これは川沿いにある他の町でも同様なことをしていたことがきっかけでもあった。7人からなる政府委員会が設けられ、イートンは主席判事、カニンガムが牧師になった。基本条項の中では、「神の言葉が唯一の規則である」としており、イギリスで伝統的な慣習法を引き継ぐことになった。聖書には判事による裁判に関しては記述が無かったので、それを省き委員会が裁決を行った。教会の会衆のみが投票資格を得た。

## ニューイングランド連盟の統一植民地
この植民地の成功は他のピューリタンも惹きつけ、さらにピューリタンではないものも集まってきた。住民は1639年にはミルフォードとギルフォード、1640年にはスタンフォードと、さらにロングアイランド・サウンドを渡り、ロングアイランドのノースフォークの南にサウスオールドの町を（当時はプランテーションと呼ばれた）造っていった。これらの町を合わせて「ニューイングランド統一植民地」と呼ぶ連盟を作った。
1643年にはブランフォードが加わり、これがニューヘイブン連盟としては最後の公式「プランテーション」となった。住民はマサチューセッツに倣った政府を置いたが、ピューリタンの規律を厳しく守ることは続けた。

## ニュージャージー、フィラデルフィアおよび太平洋
1641年、この植民地はレナペ族からデラウェア川に沿ったトレントンの南の地域を購入することで、ニュージャージー南部とフィラデルフィアとなった所の領有権を主張した。そこにはケープメイやセイラムとなる開拓地が造られることになった 。
インディアンとの条約ではデラウェアの土地の西側の境界を設けていなかったので、コネチカットにとっての法的根拠は大西洋から太平洋まで、デラウェア川両岸の全ての土地を所有する、いわゆる「海から海まで」ということになった。
1642年、ジョージ・ランバートン船長の船で50家族がスクーカル川の河口付近に渡って入植し、今日のフィラデルフィアとなる交易基地を建設した。この地域に既に入っていたオランダ人とスウェーデン人がこの基地を襲い建物を燃やした。スウェーデンの裁判所は「インディアンと共謀して不法侵入した」とランバートンを告発した。
ニューヘイブン植民地はニューイングランドの領主やピューリタンのジョン・ウィンスロップ知事から支援をもらえなかったので、「デラウェア植民地」は夏の「病気とそれに続く住民の死亡」のために「解散」したと宣言した。

## 幽霊船
植民地の初期は、海岸を航行可能な船しか持っていなかった。イギリスとの貿易のためにはマサチューセッツ湾植民地を介して行う必要があった。1645年、80トンの外洋航行可能な船を建造し、ランバートンを船長とした。その船が1646年に消えた。
1年半後の1647年の伝説に拠ると、雷雨の後で船の幻影が水平線上に現れたという。甲板には住民の友人も乗っているのが認められた。続いてマストが折れたように見え、縦揺れで乗員が海に投げ出され、船は転覆した。町の創設者達は終わりの時がきたと言ったという。
後にヘンリー・ワズワース・ロングフェローはこの出来事について『幽霊船』という詩を書いた。
| A ship sailed from New Haven, And the keen and frosty airs, That filled her sails at parting, Were heavy with good men's prayers. "O Lord! if it be thy pleasure"-- Thus prayed the old divine-- "To bury our friends in the ocean, Take them, for they are thine!" But Master Lamberton muttered, And under his breath said he, "This ship is so crank and walty I fear our grave she will be!" | 船はニューヘイブンを出港した 厳しく凍るような気象の中を 出港の時は荷物が一杯だったので 善良なる男達の祈りで重かった。 「おお神よ、これがあなたの喜びならば」-- と古き神に祈った-- 「我々の友を大洋に沈めてくれ、 彼らはあなたのものだから連れていってくれ」 しかしランバートン船長は呟いた 小声でこう言った 「この船はガタガタなので 船が墓場になるのではないだろうか！」 |

フィラデルフィアの災難と船が沈んだことで、植民地はその後交渉ごとで不利な立場になった。

## 国王殺しの追跡
イートンはその死ぬ1658年まで知事を続け、その後はフランシス・ニューマンに、更に1660年にはウィリアム・リートに引き継がれた。
1661年、イギリスのチャールズ1世が1649年に死んだ時その死亡証明書に署名した判定者達が、復権したチャールズ2世に追及された。2人の判定者、エドワード・ホエイリー大佐とウィリアム・ゴッフ大佐が国王の追及を逃れてニューヘイブンに逃避所を求めてきた。ジョン・ダベンポートはこれら「国王殺し」に町の北西にあるウエストロックの丘に隠れ場所を用意した。3人目の判定者ジョン・ディクスウェルも後に他の2人に合流した。

## コネチカット植民地との合流
ニューヘイブン植民地は、ハートフォードに中心を置くコネチカット川沿いの開拓地との関係で不安定な競合が続いていた。ニューヘイブン植民地は1656年に完全な法典を発行していたが、その法律は教会中心のままであった。ニューヘイブンとコネチカット植民地の大きな違いは、コネチカットが「分別有る異議」に基づいて他の教会が布教することを許していたのに対し、ニューヘイブンではピューリタン以外の教会の存在を認めていなかったことだった。
1662年にコネチカット植民地に勅許状が降り、独立した植民地としてのニューヘイブンの時代は終わった。植民地内の町は1665年にコネチカット植民地政府の管轄下に入った。
ニューヘイブンが力を失っていったことには幾つかの要因があり、中でもイートン知事を失ったこと、唯一の外洋船を失い、フィラデルフィアの惨事で経済的に危機となったことがあった。また国王殺しの問題もあった。当時のコネチカット植民地は上り調子にあった。

## ニューアーク
ニューヘイブン植民地住民の中からロバート・トリートが率いる集団が1666年、ニュージャージーに新しい開拓地を造るために移住した。トリートは新しい場所にコネチカットのミルフォードをそのまま名付けようと思った。しかしエイブラハム・ピアソンは「ニュー・アーク」あるいは「ニューワーク」を主張し、これが最終的にニューアークになった。